# Mamed Mamedov
Mamed Mamedov (Azerbeidzjaans: Məmməd Məmmədov), bijgenaamd Medo (3 mei 1923, Muganli, Zaqatala – 9 januari 2003, Oisterwijk) was een Azerisch-Nederlandse verzetsstrijder. Na de oorlog maakte hij zich verdienstelijk in vrijwilligerswerk.
Mamedov werd geboren in de toenmalige sovjetrepubliek Azerbeidzjan. Hij was als achttienjarige sinds ongeveer een halfjaar in militaire dienst toen hij als gevolg van de Duitse inval in de Sovjet-Unie in de Tweede Wereldoorlog (juni 1941) naar het front werd gestuurd om te vechten. In 1942 werd hij door Roemeense bondgenoten van de Duitsers krijgsgevangen genomen bij Charkov aan de Don in de Sovjetrepubliek Oekraïne. Enige tijd later werd hij met landgenoten naar Nederland gestuurd om dwangarbeid voor de Duitsers te verrichten.
Via Helmond en Aarle-Rixtel kwam een deel van deze groep terecht in Oisterwijk. De groep moest onder andere munitie sjouwen en loopgraven en andere verdedigingswerken aanleggen in de bossen van Oisterwijk. Eind 1944 wist Mamedov te ontsnappen en dook onder in een moerasgebied, samen met enige lotgenoten. In de periode hierna werkte Mamedov samen met een verzetsgroep. Daarbij had hij de schuilnaam Medo. De voormalige dwangarbeiders droegen Duitse wapens en munitie waarop ze de hand hadden weten te leggen over aan die verzetsgroep. Omgekeerd voorzagen de Nederlandse verzetsstrijders de onderduikers van voedsel en handgranaten ter verdediging.
Na de bevrijding van Nederland zou Mamedov eerst gerepatrieerd worden naar de Sovjet-Unie, maar inmiddels bekend was geworden dat nogal wat krijgsgevangenen daar als landverrader werden beschouwd. Ook had Mamedov al in 1944 in Oisterwijk zijn latere vrouw Maria Seebregts (1926-1989) leren kennen en een band opgebouwd met haar familie. In februari kreeg hij een verklaring van de Binnenlandse Strijdkrachten dat hij in het verzet had gezeten, waarna hij in Nederland kon blijven. In 1951 trouwde hij met Seebregts en in 1955 werd hij tot Nederlander genaturaliseerd.
Vanaf 1946 heeft hij lange tijd bij schoenfabriek "VeDeHa gewerkt en later bij schoenfabriek Wed. van Bommel.In 1956 begon hij een politiehondenvereniging genaamd "Altijd paraat". Dit trainingscentrum in de bossen bij Oisterwijk bestaat anno 2018 nog steeds en doet ook mee aan wedstrijden. Verder was hij ook jarenlang, tot in de jaren negentig, jeugdtrainer bij de voetbalclub SV Nevelo.
In 1972 werd hij door inmenging van de toenmalige Russische president Chroestjov herenigd met zijn familie in de Sovjetrepubliek Azerbeidzjan.
In zijn latere jaren en postuum kreeg Mamedov diverse eerbewijzen. In 1981 ontving hij de gemeentelijke onderscheiding in brons en in 1996 werd hij benoemd tot Lid in de orde van Oranje Nassau. In 2011 is zijn dochter met haar gezin via de Azerbeidzjaanse ambassade herenigd met haar familie in de voormalige Sovjet republiek. In 2012 kwam er een monument in de straat waar hij altijd heeft gewoond geopend door de Nederlandse minister Leers en de Azerbeidzjaanse minister Ibragimov en kreeg een pad in Oisterwijk de straatnaam Mamed Mamedovpad. In hetzelfde jaar liet de Azerbeidzjaanse regering een film maken over Mamedov.